# Структура капитала
Структура капитала – это способ финансирования компанией своих операций и обеспечения ее роста путем использования различных источников финансирования. Охватывает как финансирование за счёт собственных (долевое финансирование), так и за счёт заемных (долговое финансирование) средств. Долговое финансирование осуществляется путем выпуска долговых инструментов, в то время как долевое финансирование – за счёт привлечения собственных средств акционеров (дольщиков) путем расширения собственников компании. Заемный капитал включает в себя выпуск облигаций, долгосрочных векселей к оплате, тогда как собственный капитал охватывает обыкновенные акции, привилегированные акции и нераспределенную прибыль. Краткосрочные заемные средства, такие как обязательства по оборотному капиталу, также рассматриваются частью структуры капитала.
Структура капитала может представлять собой комбинацию долгосрочных обязательств, краткосрочных займов, общих и привилегированных акций компании. При анализе структуры капитала обычно рассматриваются краткосрочные и долгосрочные обязательства компании. Основным показателем структуры капитала компании является соотношение заемного капитала к собственному (debt-to-equity ratio, D/E), показывающим уровень риска компании. Обычно компания, в основном финансируемая за счёт заемных средств, имеет более агрессивную структуру капитала и, следовательно, представляет большой риск для инвесторов. Однако этот риск может быть главным источником роста компании.

## Выбор долгового или долевого финансирования
Заемные средства являются одним из двух источников привлечения компанией средств на рынке капитала. Преимуществом выпуска долговых обязательств для компании является налоговые выгоды, поскольку процентные платежи не облагаются налогом. Заемные средства позволяют компании удерживать права собственности, в отличие от собственного капитала. Кроме того, при низких процентных ставках доступ к заемному капиталу довольно прост, и он является достаточным.
Собственный капитал более затратен, чем заемный, особенно когда процентные ставки низки. Однако, в отличие от заемного капитала, нет необходимости возврата собственного капитала в случае снижения доходов. С другой стороны, собственные средства представляют право на будущие доходы компании в качестве совладельца.

## Оптимальная структура капитала
Как заемный, так и собственный капитал отображается в балансе компании. Активы компании, находящиеся в балансе компании, приобретаются за счёт выпуска долговых обязательств или собственного капитала. Компании, у которых в структуре преобладают заемные средства, имеют высокий леверидж и агрессивную структуру капитала. Напротив, компании, которые в основном используют собственные средства для приобретения активов, имеют низкое соотношение левериджа и консервативную структуру капитала. Вместе с тем, высокий леверидж и/или агрессивная структура капитала также способна обеспечить высокие темпы роста компании, тогда как консервативная структура капитала – привести к низким темпам роста. Основной задачей управления компании является поиск оптимального сочетания заемных и собственных средств.
Оптимальная структура капитала показывает наилучшее соотношение заемного к собственному капиталу, максимизирующее стоимость компании. Говоря проще, оптимальная структура капитала компании – это такой спектр соотношений заемного капитала к собственному, при которых обеспечивается максимальная стоимость капитала компании. Теоретически, заемное финансирование обеспечивает наименьшую стоимость капитала благодаря возможности вычета процентных расходов из налогооблагаемой базы. Однако, в редких случаях такое финансирование является оптимальным, поскольку с увеличением заемных средств повышается риск компании.

## Теория определения структуры капитала компании

### При отсутствии налогов
Теория оптимальной структуры капитала компании была развита американскими экономистами Ф. Модильяни и М. Миллер, которая получила популярность под названием теории Модильяни-Миллера. Они рассматривают оптимальную структуру капитала в условиях совершенных (конкурентных) рынков, в которых:
1. Инвесторы и фирмы продают и покупают одинаковый набор ценных бумаг при конкурентных рыночных ценах, равных текущей стоимости будущих денежных потоков;
2. Отсутствуют налоги, транзакционные издержки и эмиссионные расходы по выпуску и размещению ценных бумаг;
3. Решения компании относительно способов финансирования не оказывают влияния на денежные потоки, формируемые инвестициями, а также они не раскрывают никакой информации о них.

При таких условиях, теорема Модильяни-Миллера выдвигает два основополагающих положения относительно роли структуры капитала в определении стоимости фирмы:
Положение 1: В совершенном рынке капиталов, общая стоимость акций компании равна рыночной стоимости общих денежных потоков, формируемых ее активами, и никак не связана с ее выбором структуры капитала.
Согласно первому положению Модильяни-Миллера в условиях совершенных рынков капитала, стоимость компании независима от ее структуры капитала:
- При совершенных рынках капитала, кустарный леверидж является идеальным заменителем левериджа фирмы.
- В случае, когда две идентичные компании с различной структурой капитала имеют различную стоимость компании, то будет нарушен закон единой цены и будет существовать  арбитражная возможность.

Баланс рыночной стоимости показывает, что общая рыночная стоимость активов фирмы равна общей рыночной стоимости долговых обязательств фирмы, включая ценных бумаги, выпущенные для инвесторов. Следовательно, изменение структуры капитала меняет распределение стоимости активов по ценным бумагам, но не стоимость компании.
Фирма может когда угодно поменять свою структуру капитала путем выпуска новых ценных бумаг и выплаты средств своим инвесторам. Примером может служить долговая рекапитализация, при которой фирма приобретает средства (выпускает долговое обязательство) и обратно выкупает акции (или выплачивает дивиденды). Согласно положению 1, такие операции не меняют цену акции.
При этом, положение 1 предполагает, что общая рыночная стоимость компании равна рыночной стоимости их активов, независимо от того, использует она долговое финансирование или нет:
{\displaystyle E+D=U=A}
где:
- E и D – соответственно рыночная стоимость собственных и заемных средств компании в случае, когда она использует долговое финансирование (леверидж);
- U – рыночная стоимость собственного капитала, когда компания не использует долговое финансирование (леверидж);
- A – рыночная стоимость активов компании.

Положение 2: Стоимость левериджированного собственного капитала повышается с увеличением соотношения заемного капитала компании к собственному рыночной стоимости компании.
Стоимость левериджированного собственного капитала
{\displaystyle r_{E}=r_{U}+{\frac {D}{E}}(r_{U}-r_{D})}
где:
- {\displaystyle r_{E}}  – ожидаемая доходность левериджированного собственного капитала, или  стоимость собственного капитала.
- {\displaystyle r_{U}}  – стоимость капитала фирмы, которая не использует долговое финансирование.
- {\displaystyle r_{D}}  – ожидаемая доходность заемных средств, или стоимость заемного капитала.
- {\displaystyle {\frac {D}{E}}}  – соотношение заемного капитала к собственному.

Заемные средства менее рискованны, чем собственные, поэтому стоимость заемного капитала ниже. Леверидж повышает риск собственного капитала, однако также повышая стоимость собственного капитала. Выгода от низкой стоимости заемного капитала компенсируется более высокой стоимостью собственного капитала, что обеспечивает неизменность средневзвешенной стоимости капитала (WACC) в совершенных рынках капитала:
{\displaystyle r_{WACC}=r_{A}=r_{U}={\frac {E}{E+D}}r_{E}+{\frac {D}{E+D}}r_{D}}
где:
- {\displaystyle r_{WACC}} – средневзвешенная стоимость капитала;
- {\displaystyle r_{A}} – стоимость активов компании;
- {\displaystyle r_{U}} – стоимость собственного капитала компании, когда она не использует долговое финансирование (леверидж);
- {\displaystyle r_{E}} – стоимость собственного капитала компании, когда она использует долговое финансирование (леверидж);
- {\displaystyle r_{D}} – стоимость заемного капитала компании, когда она использует долговое финансирование (леверидж).

При этом, рыночный риск активов компании может быть оценен с помощью ее нелевериджированного бета-коэффициента:
{\displaystyle \beta _{U}={\frac {E}{E+D}}\beta _{E}+{\frac {D}{D+E}}\beta _{D}}
Леверидж повышает бета-коэффициент собственного капитала компании:
{\displaystyle \beta _{E}=\beta _{U}+{\frac {D}{E}}(\beta _{U}-\beta _{D})}

### При наличии налогов
Корпорации и инвесторы обязаны платить налоги на доходы, получаемые от инвестиционной деятельности. Фирма может увеличить свою стоимость путем использования левериджа для минимизации налогов, оплачиваемых ее и ее инвесторами.
Поскольку процентные расходы не облагаются налогом, долговое финансирование увеличивает общую сумму доходов, доступных для всех инвесторов.
Выгода инвесторам от возможности вычета от налогообложения процентных выплат назывется процентным налоговым щитом (ПНЩ).
{\displaystyle {\text{Процентный налоговый щит}}={\text{Налог на доход предприятий}}*{\text{Процентные выплаты}}}
Положение 1: Общая стоимость компании, использующей долговое финансирование (леверидж), равна стоимости фирмы, когда она не использует долговое финансирование, плюс текущая стоимость процентного налогового щита:
{\displaystyle V^{L}=V^{U}+PV({\text{Процентный налоговый щит}})}
В случае, когда предельная ставка налога постоянна и отсутствуют личные подоходные налоги, текущая стоимость процентного налогового щита от перманентного долга равна ставке налога, умноженной на долговое обязательство {\displaystyle T_{C}*D}, и стоимость фирмы равна:
{\displaystyle V^{L}=V^{U}+T_{C}D\,}
где:
- {\displaystyle V^{L}}  – стоимость компании с долговым финансированием.
- {\displaystyle V^{U}}  – стоимость компании без долгового финансирования.
- {\displaystyle T_{C}D}  – ставка налога ({\displaystyle T_{C}}) x сумма долгового обязательства (D)
- выражение {\displaystyle T_{C}D} предполагает, что долг перманентен.

Положение 2: Доналоговая WACC фирмы измеряет требуемую доходность для инвесторов. Ее эффективная посленалоговая средневзвешенная стоимость, или просто WACC, измеряет стоимость капитала для фирмы после включения выгод процентного налогового щита. Эти два понятия связаны следующим образом:
{\displaystyle r_{WACC}={\frac {E}{E+D}}r_{E}+{\frac {D}{E+D}}r_{D}(1-T_{C})=\underbrace {{\frac {E}{E+D}}r_{E}+{\frac {D}{E+D}}r_{D}} _{\text{Доналоговая WACC}}-\underbrace {{\frac {D}{E+D}}r_{D}T_{C}} _{\text{Снижение вследствие ПНЩ}}}
где:
- {\displaystyle r_{WACC}}  – средневзвешенная стоимость капитала.
- {\displaystyle r_{E}} – стоимость собственного капитала компании, когда она использует долговое финансирование (леверидж);
- {\displaystyle r_{D}} – стоимость заемного капитала компании, когда она использует долговое финансирование (леверидж).
- {\displaystyle T_{c}}  – ставка налога.

При отсутствии других рыночных несовершенств, WACC снижается одновременно с уровнем долгового финансирования компании.
В случае, когда фирма поддерживает целевое соотношение левериджа, рассчитывается ее стоимость с долговым финансированием {\displaystyle V^{L}} как текущая стоимость её денежных потоков с использованием WACC, в то время как ее стоимость без долгового финансирования {\displaystyle V^{U}} является текущей стоимостью ее денежных потоков с использованием ее стоимости капитала без левериджа или доналоговой WACC.

## Практические стороны актуальности вопроса структуры капитала
В то время как структура капитала не имеет значения в условиях совершенных рынков, то существующие в реальном мире несовершенства являются причиной актуальности данного вопроса. Нижеприведенные теории направлены на объяснении этих несовершенств, что предполагают смягчения условий, выдвинутых в модели Модильяни-Миллера.

### Теория компромисса
Теория компромисса структуры капитала (trade-off theory) предполагает, что выгоды от использования долгового финансирования (налогового щита) компенсируют издержки банкротства. Согласно данной теории, существуют как преимущества от долгового финансирования, в частности налоговые преимущества долгового финансирования, так и издержки долгового финансирования, связанные с издержками банкротства и  издержками финансовых затруднений долгового финансирования. Основная идея данной теории заключается в том, что компании выбирает оптимальное соотношение долгового и долевого финансирования своей деятельности путем сопоставления издержек и выгод. Предельные выгоды дополнительного увеличения заемного капитала снижаются при увеличении заемного капитала, тогда как предельные издержки увеличиваются, что вынуждает фирму, оптимизирующее свою стоимость, найти необходимое соотношение между долговым и долевым финансированием. Эмпирически, данная теория может объяснить существующие различия в соотношении заёмного капитала к собственному между отраслями, однако не может объяснить существующие различия в рамках одной отрасли.

### Теория иерархии
Теория иерархии (pecking order theory) направлена на объяснении издержек асимметричной информации. Согласно данной теории, компании устанавливают приоритет различных источников финансирования (от внутренних до заемных средств) согласно закону наименьших усилий или закону наименьшего сопротивления, отдавая предпочтение заемным средствам для финансирования в качестве последней инстанции. Следовательно, в первую очередь используются внутренние средства для финансирования; при их исчерпании выпускается долговое обязательство; когда и это становится неразумным, выпускаются акции (используется долевое финансирование). Основная идея данной теории состоит в том, что компании придерживаются некой иерархии источников финансирования и предпочитают внутренние средства при их наличии, а заемные средства предпочтительны собственным в том случае, когда требуются внешние источники финансирования (выпуск собственного капитала предполагает выпуск акций, что привело бы к владению компанией извне). Таким образом, форма заемных средств, которую выбирает фирма, может служить сигналом о ее нуждах во внешнем финансировании.
Теория иерархии была популяризована Стюартом Майерсом (1984), который утверждал, что собственный капитал является менее предпочтительным средством привлечения капитала, поскольку при выпуске собственного капитала управлением компании (которое, как предполагается, больше осведомлено о настоящем положении компании, чем инвесторы) инвесторы думают, что управление переоценивает стоимость компании, и что менеджеры стараются извлечь из этого выгоду. Как следствие, инвесторы оценивают ниже выпускаемый собственный капитал.

### Теория замещения структуры капитала
Теория замещения структуры капитала (capital structure substitution theory) основана на предположении, что управление компании может манипулировать структурой капитала для максимизации прибыли на акцию. Данная модель не нормативна, и не предполагает, что управление будет максимизировать прибыль на акцию, а делает предположение об этом.
Согласно правилу Rule 10b-18 Комиссии по ценным бумагам и биржам, установленному в 1982 году, публичным компаниям разрешается осуществлять обратный выкуп собственных акций на открытом рынке, что позволило легко манипулировать структурой капитала. Данная гипотеза требует проверки нескольких предположений. Первое предположение заключалось в том, что средняя рыночная доходность (отношение прибыли на одну акцию к ее рыночной цене) будет находиться в равновесии с средней рыночной процентной ставкой по корпоративным облигациям после вычета налога на доходы корпораций, что является переформулировкой модели Феда.  Второе предположение состояло в том, что компании с высоким отношением рыночной цены акции к номиналу, или с низким отношением прибыли на одну акцию к ее рыночной цене, будут иметь немного или совсем не иметь заемные средства, в то время как компании с низким отношением рыночной цены акции к номиналу будут иметь больше долгового финансирования. Когда у компании динамичный показатель соотношения заемного капитала к собственному, это объясняет причину того, почему некоторые компании используют дивиденды, а другие нет. Четвертое предположение состоит в том, что существует отрицательная взаимосвязь на рынке между относительной волатильностью цены компании и ее уровнем долгового финансирования. Это противоречит уравнению Хамады, который использовал работу Модильяни и Миллера при выведении положительной взаимосвязи между этими двумя показателями.

### Агентские издержки
Три типа агентских издержек может объяснить актуальность структуры капитала.
- Эффект замещения активов (asset substitution effect): При повышении соотношения заемного капитала к собственному, у управления компании появляется стимул для осуществления рискованных проектов, даже с отрицательной чистой текущей стоимостью (NPV). Причиной такого поведения является то, что при успешной реализации проекта, инвесторы получат выгоду, тогда как при ее провале должники будут терпеть потери.
- Проблема недоинвестирования (underinvestment problem) или сверхнормативная задолженность (debt overhang): Когда долг рискованный, в быстрорастущей компании выгоды от реализации проекта получат должники, а не акционеры. Следовательно, у управления имеются стимулы отказаться от проектов с положительной чистой приведенной стоимостью, даже если те обладают потенциалом для повышения стоимости компании.
- Поток свободных денежных средств (free cash flow): пока поток свободных денежных средств не выплачивается инвесторам, у управления будут стимулы для снижения стоимости компании посредством строительства империи и создания дополнительных выгод для руководящего органа и пр. Увеличение долгового финансирования налагает финансовую дисциплину на управление.

### Структурные корпоративные финансы
Одна из активный областей исследований в финансах направлена на перевод вышеописанных и прочих моделей в одну структурированную теоретическую модель, которая была бы последовательной во времени и имела динамическую установку, схожую с реальным миром. Управленческие, долговые контракты, контракты о долевом участии, инвестиционные доходы уже существуют на протяжении долгового периода. Поэтому, очень сложно понять, каковы последствия вышеописанных базовых моделей для реального мира, если они не включены в динамическую структуру, приблизительно оценивающую существующую реальность.
Схожие исследования ведутся в области кредитного риска, в котором моделирование вероятности неплатежеспособности и ее ценообразования осуществляется в разных условиях относительно инвесторов и стимулов управления, долевых участников и кредиторов. Примерами исследований в этой области могут служить Goldstein, Ju, Leland (1998) и Hennessy and Whited (2004).

### Другие
- Гипотеза нейтральных мутаций (neutral mutation hypothesis) —фирмы приобретают различные привычки финансирования, которые никак не влияют на их стоимость.
- Гипотеза приспособления к рынку (market timing hypothesis) —структура капитала есть результат совокупного исторического отслеживания рынка менеджерами.[9]
- Ускоренный инвестиционный эффект (accelerated investment effect)—даже при отсутствии агентских издержек, фирмы с долговым финансированием инвестируют быстрее из-за существования риска дефолта.[10]
- В переходных экономиках, получены свидетельства существенного влияния структуры капитала на доходы компании, в особенности краткосрочного долгового финансирования на примере формирующей рыночной экономики Вьетнама.[11]

## Примечание
1. ↑  Capital Structure. Дата обращения: 5 августа 2018. Архивировано 10 августа 2018 года.
2. ↑  Jonathan Berk , Peter DeMarzo, “Corporate Finance”(2017). Pearson (4th ed.). ISBN 1-292-16016-0.
3. ↑  Myers, Stewart C.; Majluf, Nicholas S. Corporate financing and investment decisions when firms have information that investors do not have (англ.) // Journal of Financial Economics : journal. — 1984. — Vol. 13, no. 2. — P. 187—221. — doi:10.1016/0304-405X(84)90023-0.
4. ↑  Timmer, Jan. Understanding the Fed Model, Capital Structure, and then Some (англ.) : journal. — 2011. — doi:10.2139/ssrn.1322703.
5. ↑  SEC - Answers to Frequently Asked Questions Concerning Rule 10b-18 (англ.) // US Securities and Exchange Commission : journal. Архивировано 24 июля 2018 года.
6. ↑  Fama, E. and K. French. Disappearing dividends: changing firm characteristics or lower propensity to pay (англ.) // Journal of Financial Economics : journal. — 2001. — Vol. 60. — P. 3—43. — doi:10.1016/s0304-405x(01)00038-1.
7. ↑  Goldstein, Ju, Leland, (1998). Дата обращения: 6 августа 2018. Архивировано 2 июня 2018 года.
8. ↑  Hennessy and Whited (2004). Дата обращения: 6 августа 2018. Архивировано 4 июня 2018 года.
9. ↑  Baker, Malcolm P.; Wurgler, Jeffrey. Market Timing and Capital Structure (англ.) // Journal of Finance[англ.] : journal. — 2002. — Vol. 57, no. 1. — P. 1—32. — doi:10.1111/1540-6261.00414.
10. ↑  Lyandres, Evgeny and Zhdanov, Alexei,Investment Opportunities and Bankruptcy Prediction(February 2007) SSRN 946240
11. ↑  Vuong, Quan Hoang. Operational scales, sources of finance, and firms' performance: Evidence from Vietnamese longitudinal data (англ.) // CEB Working Paper Series (N° 14/017) : journal. — 2014. — July. Архивировано 7 августа 2018 года.